# CiteSeerX
 (février 2018).
Si vous disposez d'ouvrages ou d'articles de référence ou si vous connaissez des sites web de qualité traitant du thème abordé ici, merci de compléter l'article en donnant les références utiles à sa vérifiabilité et en les liant à la section « Notes et références ».
CiteSeerx est un moteur de recherche et une librairie numérique pour les articles scientifiques et académiques avec une attention portée sur l'informatique. Il est faiblement basé sur le  précédent CiteSeer moteur de recherche et la bibliothèque numérique est construite grâce au nouveau logiciel libre SeerSuite et aux nouveaux algorithmes et leur implémentation. 
Il est développé par les chercheurs Isaac Concill et Lee Giles au Penn State College of Information Sciences and Technology, de l'université d'État de Pennsylvanie. Il continue de poursuivre les buts recherchés par CiteSeer de rechercher activement et de réunir les documents scientifiques et utilise un index de citation qui permet de rechercher par citation et d'ordonner les documents par l'impact des citations. 
Pradeep Teregowda, Juan Pablo Fernández Ramírez et Shuyi Zheng participent activement à son  développement.